# Comtat de Sancerre
El comtat de Sancerre fou una jurisdicció feudal de França, centrada a Sancerre, a l'actual regió del Centre, departament del Cher.

## Llista de senyors i comtes de Sancerre

### Casa de Blois (960-1151)
- Teobald I de Blois dit el Triturador o el Vell (910-975), senyor de Sancerre, comte de Blois, de Chartres, comte o vescomte de Tours, comte o vescomte de Châteaudun, senyor de Vierzon, de Chinon, de Saumur, de Beaugency i de Provins.
- Eudes I de Blois (950-996), comte de Blois, comte de Tours, de Châteaudun, de Chartres, de Beauvais i de Dreux. senyor de Sancerre, de Chinon i de Saumur
- Eudes II de Blois (983-1037), comte de Blois, de Châteaudun, de Chartres, de Reims, de Tours, de Beauvais i senyor de Sancerre (com Eudes II) a partir de 1004; comte de Troyes i de Meaux (com Eudes I) à partir de 1022.
- Teobad III de Blois (1019-1089), comte de Blois, de Châteaudun, de Chartres, i senyor de Sancerre de 1037 à 1089 comte de Tours de 1037 a 1044.
- IX Esteve II de Blois (1046-1102), comte de Blois, de Châteaudun, de Chartres, de Meaux i seigneur de Sancerre de 1089 a 1102
- X Teobald IV de Blois o Teobald (Tibald) IV el Gran (1093-1151), comte de Blois, de Chartres, de Meaux, de Châteaudun, senyor de Sancerre (1102-1151), comte de Troyes i de Xampanya (1125-1151).

### Casa de Sancerre (1151-1419)

Blasó de la casa de Sancerre

- Esteve I de Sancerre (1133-1191,† a Sant Joan d'Acre), comte de Sancerre i de Gien.
- Guillem I de Sancerre, († 1217) comte de Sancerre i senyor de La Ferté-Loupière (fill)
- Lluís I de Sancerre († 1267), comte de Sancerre (germà)
- Joan I de Sancerre, comte de Sancerre, senyor de Châtillon-sur-Loing, de Meillant i de Charenton-du-Cher (fill)
- Esteve II de Sancerre (1252-1306), comte de Sancerre, senyor de Châtillon-sur-Loing i de Saint-Brisson, Gran Boteller de França. Un dels herois del del torneig de Chauvency (fill)
- Joan II de Sancerre († 1327), comte de Sancerre i senyor del Pondis (germà)
- Lluís II de Sancerre, comte de Sancerre, mort el 26 d'agost de 1346 a la batalla de Crécy (fill)
- Joan III de Sancerre (1334-1402), comte de Sancerre (fill)
- Margarita de Sancerre (1334-1419), comtessa de Sancerre, senyora de Sagonne, etc.. (filla)

### Casa d'Alvèrnia (1419-1436)

Armes de Berald III

- Berald III de Clarmont-Sancerre († 1426), comte de Sancerre.
- Joana de Clarmont-Sancerre († 1436), comtessa de Sancerre.

### Casa de Borbó-Montpensier (1436-1451)
- Lluís I de Bourbon († vers 1486), comte de Sancerre i de Montpensier, casat amb Joana, delfina d'Alvèrnia, hereva de Sancerre, a la mort d'aquesta el comtat de Sancerre va passar a la germana de Joana, Margarida, vídua de Joan IV de Bueil i mare de Joan V de Bueil.

### Casa de Bueil (1451-1628 o 1640)

Armes de Joan V de Bueil

- Joan IV de Bueil († 1415), comte de Sancerre, mort a Azincourt.
- Joan V de Bueil († 1477), comte de Sancerre, nebot de Berald III.
- Antoni de Bueil († 1506), comte de Sancerre, fill de Joan IV.
- Jaume de Bueil († 1513), comte de Sancerre, fill d'Antoni.
- Carles de Bueil († 1515), comte de Sancerre.
- Joan VI de Bueil († 1537), comte de Sancerre, anomenat la Plaga dels Anglesos.
- Lluís III de Bueil († 1563), comte de Sancerre, fill de Jaume.
- Joan VII de Bueil († 1638), comte de Sancerre.
- Renat de Bueil († 1640), comte de Sancerre, baró de Gençay.

### Casa de Condé (1640-1775)

Blasó de la Casa de Condé (a partir de 1588)

- Enric II de Borbó-Condé, comte de Sancerre.
- Lluís II de Borbó-Condé, comte de Sancerre, dit Le Grand Condé.
- Enric Juli de Borbó-Condé, comte de Sancerre.
- Lluís III de Borbó-Condé, comte de Sancerre.
- Lluís IV Enric de Borbó-Condé, comte de Sancerre.
- Lluïsa Elisabet de Borbó-Condé († 1775), comtessa de Sancerre.

### Casa d'Espagnac (1775-1785 puis 1791-1794)
- Carles Antoni Leonard de Sahuguet, comte de Sancerre, baró d'Espagnac.

### Domini reial (1785-1791)
- Lluís XVI de França